# Gösta Berlings Saga (musikgrupp)
Gösta Berlings Saga är ett svenskt instrumentalt och progressivt rockband från Vällingby i Stockholm. Ursprungligen var det en duo inspirerad av Hansson & Karlsson med Alexander Skepp på trummor och David Lundberg på orgel. Mellan 2000 och 2004 spelade man under namnet Pelikaan och släppte en demoinspelning på internet, vilken fortfarande finns att ladda ner från bandets hemsida.
I januari 2006 släppte Gösta Berlings Saga debutalbumet "Tid är ljud", formgivet och illustrerat av Dan Berglund, på Transubstans/Record Heaven. Efter debuten har de släppt ytterligare fem album, nämligen Detta har hänt (2009), Glue Works (2011), Sersophane (2016), Et Ex (2018) och Konkret musik (2020).

## Medlemmar
- Alexander Skepp (2004-)
- David Lundberg (2004-)
- Gabriel Tapper (2004-)
- Rasmus Booberg (2018-)
- Jesper Skarin (2019-)
- Einar Baldursson (2006-2017)
- Mathias Danielsson (2004-2006)

## Diskografi
- Tid är ljud (2006)
- Detta har hänt (2009)
- Glue Works (2011)
- Sersophane (2016)
- Et Ex (2018)
- Kontraster (2019) Live
- Konkret musik (2020)
- Artefacts (2020) Live
- Forever now (2025)